# محسن ابراهیم‌زاده
محسن ابراهیم‌زاده (متولد ۱۷ شهریور ۱۳۶۶) خواننده، آهنگساز و ترانه‌سرای سبک پاپ اهل ایران است.

## فعالیت هنری
او از سال ۱۳۸۰ و در سن ۱۴ سالگی شروع به قرائت قرآن کرد و به تدریج وارد عرصه موسیقی شد. در سال ۱۳۸۳ و در سن ۱۷ سالگی به دوره‌های نوازندگی سازهای ایرانی شرکت کرد و به کلاس‌های آکادمیک موسیقی نزد استاد موسیقی مهدی نیک نام رفته و اولین آهنگ خود را با نام (هنوزم) منتشر کرد.
در اولین سال‌های فعالیت خود، به بازخوانی تک آهنگ‌هایی مانند همدم (از معین)، اگه عمرم یه نفس بود، وقتی تو نباشی (از هلن) پرداخت. و در سال ۱۳۹۱ نیز ترانه (حالم عوض میشه) از آثار شادمهر عقیلی را بازخوانی کرد. همان‌طور که ابراهیم‌زاده می‌گوید، برای اولین بار در سال ۱۳۸۶ توانست اجرای زنده را تجربه کند. اما در شهریور سال ۱۳۹۴، به‌صورت حرفه‌ای در کرج بر روی صحنه رفت. دومین کنسرت وی نیز در تهران و در بهمن سال ۱۳۹۶ بود، که بلیت این کنسرت در کمتر از پنج ساعت فروش رفت و یک رکورد جدید ثبت کرد. در سال ۱۳۹۷ محسن ابراهیم‌زاده خواننده رسمی فینال لیگ قهرمانان آسیا ۲۰۱۸ میان تیم‌های پرسپولیس و کاشیما آنتلرز در ورزشگاه آزادی شد. همچنین در همان سال نیز موفق به اجرای ۳۱۲ سانس کنسرت در سراسر ایران شد، و رکورد را شکست.
در سال ۱۳۹۸، دولت کانادا برای اجرا در این کشور از او تقدیر کرد.
از پرآوازه‌ترین ترانه‌های وی می‌توان به شب‌های دیوونگی، دلم ازت شکسته، تب عشق، میشی فداش، طاقچه بالا، برداشت رفت، دونه دونه، عاشق شدن، بی‌قرارم، چقدر زود، گرداب، و.. اشاره کرد.
وی در آخرین کنسرت سال ۱۴۰۰ با دست شکسته در صحنه حاضر شد که در برنامه فرمول یک علت را تصادف با یک موتورسوار اعلام کرد.
محسن ابراهیم‌زاده در ۲۳ تیر ۱۴۰۱ در کنسرتی در مراغه اعلام کرد که نیاز به استراحت کوتاه مدت دارد. او در این باره گفت: «به نظر می‌رسد که باید مدت کوتاهی موسیقی را کنار بگذارم و تحت درمان برای حنجره ام قرار بگیرم.» وی نیز در سال ۱۴۰۲ بعد از استراحت به موسیقی بازگشت.

## تک‌آهنگ‌ها
| سال انتشار | نام آهنگ                        | ترانه‌سرا                          | تنظیم‌کننده                | توضیحات                                   |
| ۱۳۸۸       | هنوزم                           | تورج شعبانخانی                    | مصطفی مؤمنی               |                                           |
| ۱۳۹۱       | حالم عوض میشه                   | مونا برزویی                       | مصطفی مؤمنی               | بازخوانی آهنگ شادمهر عقیلی                |
| ۱۳۹۱       | پس چرا عاشق نباشم               |                                   | مصطفی مؤمنی               | بازخوانی آهنگ اکبر گلپایگانی (گلپا)       |
| ۱۳۹۲       | بوی عید                         | فرهاد شیبانی جواد سمنگانی         | مصطفی مؤمنی               |                                           |
| ۱۳۹۳       | منو باور کن                     | امین علی پور                      | مصطفی سلطانی              |                                           |
| ۱۳۹۳       | ممنوع                           | مجید صالحی                        | مصطفی مؤمنی               |                                           |
| ۱۳۹۳       | دوست دارم با همراهی مصطفی مؤمنی | مجید صالحی                        | مصطفی مؤمنی               |                                           |
| ۱۳۹۳       | بی‌اندازه                        | علی تنجیده                        | مصطفی مؤمنی               |                                           |
| ۱۳۹۳       | خواهش                           | مجید صالحی                        | مصطفی مؤمنی               |                                           |
| ۱۳۹۳       | نگو نه                          | مجید صالحی                        | مصطفی مؤمنی               |                                           |
| ۱۳۹۳       | بی وفا                          | مجید صالحی                        | مصطفی مؤمنی               |                                           |
| ۱۳۹۳       | تنهایی                          | مجید صالحی                        | اشکان آریا رامین آریا     |                                           |
| ۱۳۹۳       | کی میدونه                       | مجید صالحی                        | امین کاوه                 |                                           |
| ۱۳۹۳       | ما با همیم                      | مجید صالحی                        | مصطفی مؤمنی               |                                           |
| ۱۳۹۳       | مناجات                          | مصطفی مؤمنی                       | مصطفی مؤمنی               |                                           |
| ۱۳۹۳       | خاطره‌ها                         | مجید صالحی محسن ابراهیم‌زاده       | محسن ابراهیم‌زاده          |                                           |
| ۱۳۹۳       | فاصله                           | محسن ابراهیم‌زاده                  | مصطفی مؤمنی               |                                           |
| ۱۳۹۴       | برگرد                           | محسن ابراهیم‌زاده                  | مصطفی مؤمنی               |                                           |
| ۱۳۹۴       | هواخواه توأم                    | محسن ابراهیم‌زاده                  | مصطفی مؤمنی               |                                           |
| ۱۳۹۴       | منو دلتنگی                      | مجید صالحی                        | مصطفی مؤمنی               |                                           |
| ۱۳۹۴       | خداحافظ                         | مجید صالحی                        | مصطفی مؤمنی               |                                           |
| ۱۳۹۴       | بندر                            | مجید صالحی                        | مصطفی مؤمنی               |                                           |
| ۱۳۹۴       | حق داری                         | مجید صالحی                        | مصطفی مؤمنی               |                                           |
| ۱۳۹۴       | آروم آروم                       | محسن ابراهیم‌زاده                  | مصطفی مؤمنی               |                                           |
| ۱۳۹۴       | میدونی                          | مجید صالحی محسن ابراهیم‌زاده       | مصطفی مؤمنی               |                                           |
| ۱۳۹۴       | هفتاد و دو سردار                | مجید صالحی                        | مصطفی مؤمنی               | ویژه محرم                                 |
| ۱۳۹۴       | شاه منی                         | مجید صالحی                        | مصطفی مؤمنی               | ویژه محرم                                 |
| ۱۳۹۴       | عشق سر راهی                     | علیرضا مرتضی قلی محسن ابراهیم‌زاده | مصطفی مؤمنی               |                                           |
| ۱۳۹۴       | عشق من با همراهی علی عباسی      | مهرزاد امیرخانی                   | میلاد ترابی               |                                           |
| ۱۳۹۴       | نیستی                           | محسن ابراهیم‌زاده                  | مصطفی مؤمنی               |                                           |
| ۱۳۹۴       | بارون                           | علیرضا مرتضی قلی                  | مصطفی مؤمنی               |                                           |
| ۱۳۹۴       | دنیا مال منه                    | محسن ابراهیم‌زاده                  | مصطفی مؤمنی               |                                           |
| ۱۳۹۵       | تب                              | مصطفی مؤمنی                       | مصطفی مؤمنی               |                                           |
| ۱۳۹۵       | از سر عادت                      | مجید صالحی                        | مصطفی مؤمنی               |                                           |
| ۱۳۹۵       | گلایه                           | محسن ابراهیم‌زاده                  | مصطفی مؤمنی               |                                           |
| ۱۳۹۵       | تو بگو                          | محسن ابراهیم‌زاده                  | مصطفی مؤمنی               |                                           |
| ۱۳۹۵       | ممنونم                          | محسن ابراهیم‌زاده                  | مصطفی مؤمنی               |                                           |
| ۱۳۹۵       | آشوب                            | محسن ابراهیم‌زاده                  | مصطفی مؤمنی               |                                           |
| ۱۳۹۵       | دل مو                           | علیرضا مرتضی قلی                  | مصطفی مؤمنی               |                                           |
| ۱۳۹۵       | ارباب عاشقی                     | علیرضا مرتضی قلی                  | مصطفی مؤمنی               | ویژه محرم                                 |
| ۱۳۹۵       | تموم کن برو                     | امید علیجانی                      | میثم اکبری                |                                           |
| ۱۳۹۵       | بازم برف                        | علی بحرینی                        | مصطفی مؤمنی               |                                           |
| ۱۳۹۵       | چقدر زود                        | محسن ابراهیم‌زاده                  | مصطفی مؤمنی               |                                           |
| ۱۳۹۵       | مگه داریم                       | علیرضا مرتضی قلی                  | مصطفی مؤمنی               |                                           |
| ۱۳۹۵       | قهرمان بی ادعا                  | مریم حیدرزاده                     | مصطفی مؤمنی               | برای حادثه ساختمان پلاسکو                 |
| ۱۳۹۵       | بوی بارون                       | مریم حیدرزاده                     | مصطفی مؤمنی               |                                           |
| ۱۳۹۵       | تا ابد                          | محسن ابراهیم‌زاده                  | مصطفی مؤمنی               |                                           |
| ۱۳۹۵       | کار دله                         | محسن ابراهیم‌زاده                  | مصطفی مؤمنی               |                                           |
| ۱۳۹۵       | دورهمی                          | علیرضا مرتضی قلی                  | مصطفی مؤمنی               |                                           |
| ۱۳۹۵       | سال نو                          | محسن ابراهیم‌زاده                  | مصطفی مؤمنی               | تیتراژ برنامه مهتاب                       |
| ۱۳۹۶       | تولدت                           | علیرضا مرتضی قلی                  | مصطفی مؤمنی               | به مهدی کرد تقدیم شد                      |
| ۱۳۹۶       | امشب                            | امید علیجانی                      | مصطفی مؤمنی               |                                           |
| ۱۳۹۶       | عزیز کی بودی                    | محسن ابراهیم‌زاده                  | محسن ابراهیم‌زاده          |                                           |
| ۱۳۹۶       | برداشت رفت                      | محسن ابراهیم‌زاده                  | مصطفی مؤمنی               |                                           |
| ۱۳۹۶       | کجایی                           | محسن ابراهیم‌زاده                  | میثم اکبری                |                                           |
| ۱۳۹۶       | شبگردی                          | محسن ابراهیم‌زاده                  | مصطفی مؤمنی               |                                           |
| ۱۳۹۶       | غلاف                            | محسن ابراهیم‌زاده                  | مصطفی مؤمنی               |                                           |
| ۱۳۹۶       | پای ثابتم                       | محسن ابراهیم‌زاده                  | میثم اکبری                |                                           |
| ۱۳۹۶       | شب‌های دیوونگی                   | مریم حیدرزاده                     | مصطفی مؤمنی               |                                           |
| ۱۳۹۶       | درد دل                          | محسن ابراهیم‌زاده                  | میثم اکبری                |                                           |
| ۱۳۹۶       | این دل رفت                      | محسن ابراهیم‌زاده                  | میثم اکبری                |                                           |
| ۱۳۹۶       | بهونه پره                       | محسن ابراهیم‌زاده                  | مصطفی مؤمنی               |                                           |
| ۱۳۹۶       | چی شد                           | محسن ابراهیم‌زاده                  | مصطفی مؤمنی               |                                           |
| ۱۳۹۶       | تیمار                           | محسن ابراهیم‌زاده                  | مصطفی مؤمنی               |                                           |
| ۱۳۹۶       | میشی فداش                       | محسن ابراهیم‌زاده                  | بهروز میرزایی             |                                           |
| ۱۳۹۶       | مرهم جان                        | مجید صالحی                        | میثم اکبری                |                                           |
| ۱۳۹۷       | گرداب                           | محسن ابراهیم‌زاده                  | مصطفی مؤمنی               |                                           |
| ۱۳۹۷       | تو یار منی                      | محسن ابراهیم‌زاده                  | میثم اکبری                |                                           |
| ۱۳۹۷       | دونه دونه                       | محسن ابراهیم‌زاده                  | معین راهبر                | بزرگ‌ترین موفقیت محسن ابراهیم‌زاده          |
| ۱۳۹۷       | عاشق شدن                        | محسن ابراهیم‌زاده                  | معین راهبر                | تیتراژ برنامه فرمول یک                    |
| ۱۳۹۷       | بیقرارم                         | محسن ابراهیم‌زاده                  | معین راهبر                | به عنوان ترانه فراموش نشدنی شناخته می‌شود  |
| ۱۳۹۷       | سیم آخر                         | محسن ابراهیم‌زاده                  | میثم اکبری                |                                           |
| ۱۳۹۷       | گل پونه                         | محسن ابراهیم‌زاده                  | معین راهبر                |                                           |
| ۱۳۹۷       | من و تو                         | محسن ابراهیم‌زاده                  | امین کاوه                 |                                           |
| ۱۳۹۷       | یکی یدونه                       | محسن ابراهیم‌زاده                  | معین راهبر                |                                           |
| ۱۳۹۸       | وابستگی                         | محسن ابراهیم‌زاده                  | معین راهبر                | تیتراژ سریال سال‌های دور از خانه           |
| ۱۳۹۸       | دوره کردم                       | محسن ابراهیم‌زاده                  | مصطفی مؤمنی               |                                           |
| ۱۳۹۸       | پروانه وار                      | محسن ابراهیم‌زاده                  | مصطفی مؤمنی               |                                           |
| ۱۳۹۸       | علاقه محسوس                     | محسن ابراهیم‌زاده                  | امین کاوه                 |                                           |
| ۱۳۹۸       | عاشقم                           | محسن ابراهیم‌زاده                  | معین راهبر                |                                           |
| ۱۳۹۸       | مرور خاطرات                     | محسن ابراهیم‌زاده                  | شهاب اکبری                |                                           |
| ۱۳۹۸       | جدایی دو طرفه                   | امین کاوه                         | شهاب اکبری                |                                           |
| ۱۳۹۸       | داد و فریاد                     | محسن ابراهیم‌زاده                  | میلاد ترابی               |                                           |
| ۱۳۹۹       | گندمی                           | محسن ابراهیم‌زاده                  | کوشان حداد                |                                           |
| ۱۳۹۹       | پانتومیم                        | آتوسا کلانتری                     | محسن افراسیابی سامان طیبی |                                           |
| ۱۳۹۹       | عطر تو                          | محسن ابراهیم‌زاده                  | امین کاوه                 |                                           |
| ۱۳۹۹       | تب عشق (دونه دونه ۲)            | محسن ابراهیم‌زاده                  | معین راهبر                | به مناسبت دو سالگی دونه دونه              |
| ۱۳۹۹       | دریا                            | محسن ابراهیم‌زاده                  | انوشیروان تربتی           | به علی انصاریان و مهرداد میناوند تقدیم شد |
| ۱۴۰۰       | عشقم عاشقتم                     | علیرضا مرتضی قلی                  | مصطفی مؤمنی               |                                           |
| ۱۴۰۰       | طاقچه بالا                      | محسن ابراهیم‌زاده                  | میلاد ترابی               | ترانه چالشی                               |
| ۱۴۰۰       | غیرعادی                         | امید قدسی                         | مجید الماسی               |                                           |
| ۱۴۰۰       | دلم ازت شکسته                   | علیرضا مرتضی قلی                  | شهاب اکبری                |                                           |
| ۱۴۰۰       | جانم تو                         | علیرضا مرتضی قلی                  | معین راهبر                |                                           |
| ۱۴۰۰       | کاشکی بارون بزنه                | محسن ابراهیم‌زاده                  | امین کاوه                 |                                           |
| ۱۴۰۰       | عشق شیرین                       | علیرضا مرتضی قلی                  | فتاح فتحی                 |                                           |
| ۱۴۰۱       | رفتی                            | محسن ابراهیم‌زاده                  | معین راهبر                | این ترانه بعد از ۴ سال منتشر شد           |
| ۱۴۰۱       | خیلی مردی                       | علیرضا مرتضی قلی                  | معین راهبر                |                                           |
| ۱۴۰۱       | نرو جانم                        | محسن ابراهیم‌زاده                  | معین راهبر                |                                           |
| ۱۴۰۲       | دلبرانه                         | امین کاوه                         | فتاح فتحی                 |                                           |
| ۱۴۰۲       | دیوونه خونه                     | محسن ابراهیم‌زاده                  | مصطفی مؤمنی               |                                           |
| ۱۴۰۲       | احسان مطلق                      | مهدی امامی                        | یاحا کاشانی               | ویژه محرم                                 |
| ۱۴۰۲       | بیقرارم ۲                       | اهورا قاضی                        | علی ارجمند                | تیتراژ سریال سایه باز                     |
| ۱۴۰۲       | گله                             | محسن ابراهیم‌زاده                  | علی تیرداد                |                                           |
| ۱۴۰۲       | لیلی                            | علی یزدانی                        | فرشاد میرزایی             | نوستالژی دهه ۶۰                           |
| ۱۴۰۲       | من مردم مگه؟                    | علیرضا مرتضی قلی                  | شایان صالحی               |                                           |
| ۱۴۰۲       | دیدم که میگم                    | امیر کیان                         | علی ارجمند                |                                           |
| ۱۴۰۳       | بی آمون                         | محسن ابراهیم‌زاده                  | معین راهبر                |                                           |
| ۱۴۰۳       | دلتنگی                          | نیما فیاض                         | سعید هانیالی              |                                           |
| ۱۴۰۳       | زنگ بزنی                        | طاها یوسفی                        | رض بیت                    |                                           |
| ۱۴۰۴       | پسر خوب                         | محسن ابراهیم‌زاده                  | بابیز                     |                                           |
| ۱۴۰۴       | دوستام                          | هادی زینتی                        | شهراد امیدوار             |                                           |